# Jozef Gašpar
Jozef Gašpar (* 23. August 1977 in Rožňava) ist ein ehemaliger slowakischer Fußballspieler.

## Karriere
Gašpar spielte in seiner brasilianischen Heimat für den FK Inter Bratislava. Mit dem Verein wurde er 1999/00 und 2000/01 slowakischer Meister. 2004 wechselte er zum japanischen Zweitligisten Vegalta Sendai. Sommer 2004 kehrte er nach Slowakei zurück und unterschrieb einen Vertrag beim Zweitligisten ŠK Slovan Bratislava. 2005 wechselte er zum ungarischen Diósgyőri VTK. 2006 wechselte er nach Griechenland. Hier unterschrieb er einen Vertrag bei Panionios Athen. 2008 wechselte er zu AO Kerkyra. Danach spielte er bei Ethnikos Asteras. Von 2009 bis 2012 war er beim ungarischen Vasas Budapest unter Vertrag.

## Erfolge
FK Inter Bratislava
- Slowakischer Meister: 1999/00, 2000/01
- Slowakischer Pokalsieger: 1999/00, 2000/01